# جاده ئی۵۱۲ اروپا
جاده ئی۵۱۲ اروپا (به انگلیسی: European route E512) یکی از جاده‌های درجه ۲ قاره اروپا است.
این جاده که در کشور فرانسه قرار دارد از شهر رمیرمونت شروع شده و در شهر مولوز به پایان می‌رسد.